# Сєверний (Івдельський міський округ)
Сє́верний (рос. Северный) — селище у складі Івдельського міського округу Свердловської області.
Населення — 145 осіб (2010, 239 у 2002).
До 21 липня 2004 року селище мало статус селища міського типу.